# والتر هربرت
والتر هربرت (بالإنجليزية: Walter Herbert)‏ هو مدير مواهب أمريكي، ولد في 5 فبراير 1948.